# Elvira Mínguez
Pour les articles homonymes, voir Mínguez.
Elvira Mínguez, née le 23 juillet 1965 à Valladolid est une actrice espagnole.

## Filmographie partielle

### Cinéma
- 1997 : La Bonne Étoile de Ricardo Franco
- 1997 : Mon nom est Sara de Dolores Payas
- 2000 : El invierno de las anjanas de Pedro Telechea : María
- 2002 : La Danse de l'oubli (Dancer Upstairs) de John Malkovich
- 2003 : The Reckoning de Paul McGuigan : Martha
- 2003 : Grimm de Alex van Warmerdam - Teresa
- 2005 : Tapas de Raquel Merino
- 2008 : Che, 1re partie : L'Argentin de Steven Soderbergh
- 2015 : Appel inconnu : Belén
- 2017 : Le Gardien Invisible (El guardián invisible) de Fernando González Molina : Flora Salazar
- 2018 : Everybody Knows (Todos Lo Saben) d'Asghar Farhadi
- 2019 : De chair et d'os (Legado en los huesos) de Fernando González Molina : Flora Salazar
- 2020 : Une offrande à la tempête (Ofrenda a la tormenta) de Fernando González Molina : Flora Salazar

### Télévision
- 2005 : Abuela de verano, avec Rosa Maria Sardà, d'après l'œuvre de Rosa Regàs.
- 2011 : Clara Campoamor, la mujer olvidada de Laura Mañá (téléfilm)

## Distinctions
- Goyas 2006 : meilleure actrice dans un second rôle pour son rôle dans Tapas de Raquel Merino